# Naoko Matsui
Naoko Matsui (jap. 松井 菜桜子 Matsui Naoko; właściwie Naoko Ogawa (jap. 小川 菜桜子 Ogawa Naoko), 4 kwietnia 1961) – japońska seiyū, dawniej związana z Production Baobab.

## Filmografia

### Seriale anime
- 1986: Kidō Senshi Gundam ZZ
- 1988: Mały lord jako Bridgett
- 1989: Piotruś Pan jako Wendy
- 1990: Robin Hood jako Marian
- 1991: Krzysztof Kolumb jako Felipa
- 1992: Uchū no kishi Tekkaman Blade jako Lille
- 1995: Shin Kidōsenki Gundam Wing
- 2002: Naruto jako Yoshino Nara
- 2014: Happiness Charge Pretty Cure!
- 2015: Jak zostałam bóstwem!?

### Filmy anime
- 1997: Detektyw Conan: Architekt zniszczenia
- 1998: Detective Conan: The Fourteenth Target
- 1999: Detective Conan: The Last Wizard of the Century
- 2000: Detective Conan: Captured in Her Eyes
- 2001: Detective Conan: Countdown to Heaven
- 2002: Detective Conan: The Phantom of Baker Street
- 2003: Detective Conan: Crossroad in the Ancient Capital
- 2004: Detective Conan: Magician of the Silver Sky
- 2005: Detective Conan: Strategy Above the Depths
- 2006: Detective Conan: The Private Eyes’ Requiem
- 2007: Detective Conan: Jolly Roger in the Deep Azure
- 2008: Detective Conan: Full Score of Fear
- 2009: Detective Conan: The Raven Chaser
- 2009: Lupin III vs Detective Conan
- 2010: Detective Conan: The Lost Ship in the Sky
- 2011: Detective Conan: Quarter of Silence
- 2012: Detective Conan: The Eleventh Striker
- 2013: Detective Conan: Private Eye in the Distant Sea
- 2014: Detective Conan: Dimensional Sniper